# 百鳥朝鳳 (嗩吶曲)
百鸟朝凤唢呐独奏曲，流行于中国山东省、安徽省、河南省、河北省等地，前身是《百鸟音》。乐曲模仿百鸟朝见凤凰之和鸣声，旋律热情欢快。常会在婚礼等喜庆仪式上吹奏，有吉祥如意、幸福的寓意。
1950年代，任同祥由山東鼓吹的嗩吶曲目中改編而成，以嗩吶模仿多種鳥鳴的聲音。
1973年，王建中改編為鋼琴獨奏曲。
2016年5月，吴天明执导的唢呐艺术电影《百鸟朝凤》上映。